# Miami Sound Machine
Miami Sound Machine war eine US-amerikanische Latin-Pop-Band.

## Bandgeschichte
Ursprünglich Anfang der 1970er Jahre in Miami von dem kubanischen Musiker Emilio Estefan als Miami Latin Boys gegründet, benannte sich die Gruppe nach Aufnahme der Sängerin Gloria Fajardo (später verheiratete Gloria Estefan) circa 1977 in Miami Sound Machine um.
Anfänglich veröffentlichte die Band mehrere Alben in einem Mix aus englischer und spanischer Sprache. Nach einem Wechsel zu CBS im Jahr 1980 folgten bis 1983 einige Longplayer in spanischer Sprache. Mit dem Dancehit Dr. Beat gelang der Gruppe im Sommer 1984 ein europaweiter Top-Ten-Hit, der CBS dazu veranlasste, der Gruppe das grüne Licht zur Veröffentlichung des komplett englischsprachigen Albums Eyes of Innocence zu geben. Mit Conga! vom Album Primitive Love gelang ein Jahr später auch der Durchbruch in den USA.
Weitere erfolgreiche Lieder der Band sind Bad Boy und Words Get in the Way aus dem Jahr 1986. Im selben Jahr steuerte die Miami Sound Machine den Song Hot Summer Nights zum Soundtrack des Films Top Gun bei.
Ab 1987 trat zunehmend die Solokarriere der Frontsängerin Gloria Estefan in den Vordergrund. Die Gruppe veröffentlichte ab 1987 als „Gloria Estefan & Miami Sound Machine“. Ab 1989 wurden die Alben nur unter dem Namen der Sängerin veröffentlicht. Die Mitglieder der Miami Sound Machine bilden jedoch bis zum heutigen Tag in wechselnder Besetzung die Begleitband von Gloria Estefan bei Live-Konzerten und TV-Auftritten.
Ein Versuch, unter dem Namen Miami Sound Machine ein Frauentrio im Dancefloorbereich zu etablieren, blieb 2002 kommerziell erfolglos.

## Mitglieder
- Gloria Estefan (1977–1988) – Gesang, Perkussion
- Emilio Estefan, Jr. (1975–1986) – Perkussion, Akkordeon
- Enríqué „Kíki“ García (1975–1988) – Schlagzeug
- Juan Avíla (1977–1986) – Bass
- Wesley B. Wright (1979–1986) – Gitarre
- Mercy Navarro (Mercedes Navarro Murciano)(1977–1982; † 8. Januar 2007) – Gesang
- Raúl Murciano (1976–1982) – Tasteninstrumente
- Fernando García (1979–1981) – Gitarre
- Louis Pérez (1980–1985) – Posaune
- Víctor López (1980–1986) – Trompete
- Roger Fisher (1982–1986) – Tasteninstrumente
- Gustavo Lezcano (1982–1984; † 27. Mai 2014) – Mundharmonika
- Betty (Cortés) Wright (1982–1985) – Synthesizer, Backing Vocals
- Elena Stracuzzi (1982–1983) – Backing Vocals
- Leo Villar (1983) – Trompete
- Jim „Sport“ Trompeter (1985–1988) – Klavier
- Rafael Pedilla (1985–1988) – Perkussion
- Ed Callé (1985–1987) – Saxophon
- Dana Teboe (1985–1986) – Posaune
- Randy Barlow (1986–1988) – Trompete
- Teddy Mullet (1986–1988) – Posaune
- Jorge „George“ Casas (1987–1988) – Bass
- Clay Oswald (1987–1988) – Keyboard
- John Defaria (1987–1988) – Gitarre

MSM II (Dancefloortrio, 2002)
- Lorena Pinot – Gesang
- Sohanny Gross – Gesang
- Carla Ramírez – Gesang

## Diskografie
Studioalben

| Jahr                                 | Titel                          | Höchstplatzierung, Gesamtwochen, AuszeichnungChartplatzierungen (Jahr, Titel, Platzierungen, Wochen, Auszeichnungen, Anmerkungen) | Höchstplatzierung, Gesamtwochen, AuszeichnungChartplatzierungen (Jahr, Titel, Platzierungen, Wochen, Auszeichnungen, Anmerkungen) | Höchstplatzierung, Gesamtwochen, AuszeichnungChartplatzierungen (Jahr, Titel, Platzierungen, Wochen, Auszeichnungen, Anmerkungen) | Höchstplatzierung, Gesamtwochen, AuszeichnungChartplatzierungen (Jahr, Titel, Platzierungen, Wochen, Auszeichnungen, Anmerkungen) | Höchstplatzierung, Gesamtwochen, AuszeichnungChartplatzierungen (Jahr, Titel, Platzierungen, Wochen, Auszeichnungen, Anmerkungen) | Anmerkungen                                                                                                 |
| Jahr                                 | Titel                          | DE | AT | CH | UK | US | Anmerkungen                                                                                                 |
| ------------------------------------ | ------------------------------ | --- | --- | --- | --- | --- | --- |
| Miami Sound Machine                  |                                | | | | | | |
|                                      |                                | | | | | | |
| 1977                                 | Renacer / Live Again           | — | — | — | — | — | Erstveröffentlichung: 1977                                                                                  |
| 1978                                 | Miami Sound Machine            | — | — | — | — | — | Erstveröffentlichung: 1978                                                                                  |
| 1979                                 | Imported                       | — | — | — | — | — | Erstveröffentlichung: 1979                                                                                  |
| 1980                                 | MSM                            | — | — | — | — | — | Erstveröffentlichung: 1980                                                                                  |
| 1981                                 | Otra Vez                       | — | — | — | — | — | Erstveröffentlichung: 1981                                                                                  |
| 1982                                 | Rio                            | — | — | — | — | — | Erstveröffentlichung: 1982                                                                                  |
| 1984                                 | A Toda Maquina                 | — | — | — | — | — | Erstveröffentlichung: 1984                                                                                  |
| 1984                                 | Eyes of Innocence              | — | — | — | — | US— GoldUS | Erstveröffentlichung: September 1984                                                                        |
| 1985                                 | Primitive Love                 | DE41 (5 Wo.)DE | — | — | — | US21 ×3Dreifachplatin · (75 Wo.)US                                                                                                | Erstveröffentlichung: 11. Juli 1985                                                                         |
| Gloria Estefan & Miami Sound Machine |                                | | | | | | |
|                                      |                                | | | | | | |
| 1987                                 | Let It Loose                   | DE57 (5 Wo.)DE | — | — | — | US6 ×3Dreifachplatin · (97 Wo.)US                                                                                                 | Erstveröffentlichung: 1. Juni 1987                                                                          |
| 1988                                 | Anything for You               | — | — | — | UK1 ×4Vierfachplatin · (54 Wo.)UK                                                                                                 | — | Erstveröffentlichung: 9. Juni 1988 Wiederveröffentlichung von "Let It Loose"                                |
| Gloria Estefan                       |                                | | | | | | |
|                                      |                                | | | | | | |
| 1989                                 | Cuts Both Ways                 | DE27 Gold · (44 Wo.)DE | — | CH13 Gold · (18 Wo.)CH | UK1 ×3Dreifachplatin · (64 Wo.)UK                                                                                                 | US8 ×3Dreifachplatin · (69 Wo.)US                                                                                                 | Erstveröffentlichung: 5. Juli 1989                                                                          |
| 1991                                 | Into the Light                 | DE19 (25 Wo.)DE | AT30 (1 Wo.)AT | CH6 (14 Wo.)CH | UK2 Platin · (36 Wo.)UK | US5 ×2Doppelplatin · (68 Wo.)US                                                                                                   | Erstveröffentlichung: 29. Januar 1991                                                                       |
| 1993                                 | Mi Tierra                      | DE59 (10 Wo.)DE | — | CH25 Gold · (8 Wo.)CH | UK11 (11 Wo.)UK | US27 ×6Sechsfachplatin (Latin) + Platin (Standard) · (46 Wo.)US                                                                   | Erstveröffentlichung: 22. Juni 1993 Grammy (Best Tropical Latin Performance)                                |
| 1993                                 | Christmas Through Your Eyes    | — | — | — | — | US43 Platin · (8 Wo.)US | Erstveröffentlichung: 28. September 1993                                                                    |
| 1994                                 | Hold Me, Thrill Me, Kiss Me    | DE90 (3 Wo.)DE | — | CH40 (7 Wo.)CH | UK5 Platin · (19 Wo.)UK | US9 ×2Doppelplatin · (44 Wo.)US                                                                                                   | Erstveröffentlichung: 14. Oktober 1994                                                                      |
| 1995                                 | Abriendo puertas               | — | — | CH16 (8 Wo.)CH | UK70 (1 Wo.)UK | US67 ×6Sechsfachplatin (Latin) + Gold (Standard) · (16 Wo.)US                                                                     | Erstveröffentlichung: 9. Oktober 1995 Grammy (Best Tropical Latin Performance)                              |
| 1996                                 | Destiny                        | DE35 (14 Wo.)DE | AT24 (12 Wo.)AT | CH15 (17 Wo.)CH | UK12 Silber · (9 Wo.)UK | US23 Platin · (40 Wo.)US | Erstveröffentlichung: 4. Juni 1996                                                                          |
| 1998                                 | gloria!                        | DE34 (10 Wo.)DE | — | CH12 (14 Wo.)CH | UK16 (4 Wo.)UK | US23 Gold · (16 Wo.)US | Erstveröffentlichung: 30. Mai 1998                                                                          |
| 1998                                 | VH1 Divas Live                 | DE39 (10 Wo.)DE | AT11 (12 Wo.)AT | CH11 (14 Wo.)CH | — | US21 (20 Wo.)US | Erstveröffentlichung: Oktober 1998 mit Mariah Carey, Shania Twain, Carole King Aretha Franklin, Céline Dion |
| 2000                                 | Alma Caribeña – Caribbean Soul | DE18 (18 Wo.)DE | AT50 (1 Wo.)AT | CH9 (16 Wo.)CH | UK44 (1 Wo.)UK | US50 ×4Vierfachplatin (Latin) + Gold (Standard) · (9 Wo.)US                                                                       | Erstveröffentlichung: 14. Mai 2000 Grammy (Best Tropical Latin Performance)                                 |
| 2003                                 | Unwrapped                      | DE26 (11 Wo.)DE | — | CH2 Platin · (30 Wo.)CH | — | US39 (5 Wo.)US | Erstveröffentlichung: 22. September 2003                                                                    |
| 2007                                 | 90 Millas                      | DE46 (2 Wo.)DE | — | CH4 (10 Wo.)CH | — | US25 (7 Wo.)US | Erstveröffentlichung: 17. September 2007                                                                    |
| 2011                                 | Miss Little Havana             | — | — | — | — | US28 (3 Wo.)US | Erstveröffentlichung: 27. September 2011                                                                    |
| 2013                                 | The Standards                  | — | — | — | UK66 (1 Wo.)UK | US20 (6 Wo.)US | Erstveröffentlichung: 6. September 2013                                                                     |
| 2020                                 | Brazil305                      | — | — | CH47 (1 Wo.)CH | — | — | Erstveröffentlichung: 13. August 2020                                                                       |

grau schraffiert: keine Chartdaten aus diesem Jahr verfügbar